# Воронов, Иван Емельянович (полный кавалер ордена Славы)
Иван Емельянович Воронов (17 января 1923, Томская губерния — 12 октября 1973, Кемеровская область) — командир расчёта 82-мм миномета 361-го стрелкового полка (156-я стрелковая дивизия, 43-я армия, 1-й Прибалтийский фронт), старший сержант.

## Биография
Иван Емельянович Воронов родился в крестьянской семье в деревне Орлово-Розово Кузнецкого уезда Томской губернии (в настоящее время эти места входят в Чебулинский район Кемеровской области). Окончил 10 классов школы, работал в колхозе.
2 августа 1942 года Чебулинским райвоенкоматом Кемеровской области был призван в ряды Красной армии. На фронтах Великой Отечественной войны с 22 сентября 1943 года.
В наступательном бою у деревни Кармалинец Псковской области командир миномётного расчёта сержант Воронов из миномёта разбил 2 пулемёта противника, автоматическую пушку и уничтожил до 15 солдат противника. В ночь на 5 мая 1944 года его расчёт быстрее всех изготовился к бою и первым открыл огонь. Приказом по 156-й стрелковой дивизии от 7 июня 1944 года он был награждён медалью «За отвагу».
В бою в районе города Витебска расчёт сержанта Воронова первым открыл огонь по атакующему противнику. Когда был ранен командир другого расчёта, Воронов заменил его и метким огнём рассеял до взвода пехоты противника и уничтожил 2 огневых точки. Приказом по 156-й стрелковой дивизии от 22 июня 1944 года он был награждён орденом Славы 3-й степени.
В наступательных боях под городом Шяуляй 5 октября 1944 года старший сержант Воронов гнём миномёта разбил 3 станковых пулемёта противника с расчётами и уничтожил до 15 солдат противника. Приказом по 43-й армии от 12 ноября 1944 года он был награждён орденом Славы 2-й степени.
В боях по прорыву обороны противника в районе города Клайпеды в начале ноября 1944 года старший сержант Воронов огнём своего миномёта подавил один 81-мм миномёт противника, уничтожил один пулемёт противника с расчётом и 10 солдат противника. Приказом по войскам 51-й армии от 25 декабря 1944 года он был повторно награждён орденом Славы 2 степени. Указом Президиума Верховного Совета СССР от 31 марта 1956 года приказ был отменён и он был награждён орденом Славы 1-й степени.
Старший сержант Воронов был демобилизован в мае 1946 года. Вернулся на родину, жил в деревне Орлово-Розово, служил в органах МВД. В 1966 году вышел в отставку в звании старшего лейтенанта внутренних войск.
Скончался Иван Емельянович Воронов 12 октября 1973 года.

## Память
- Его именем названа улица в Орлово-Розово.